# Henry R. Pease

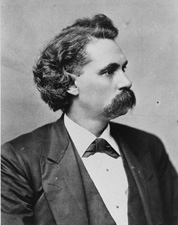
Henry R. Pease

Henry Roberts Pease (* 19. Februar 1835 in Winsted, Litchfield County, Connecticut; † 2. Januar 1907 in Watertown, South Dakota) war ein US-amerikanischer Politiker (Republikanische Partei), der den Bundesstaat Mississippi im US-Senat vertrat.
Der aus Connecticut stammende Pease wurde an einer Normalschule ausgebildet und arbeitete im Anschluss von 1848 bis 1859 als Lehrer. Danach studierte er die Rechte und wurde 1859 in die Anwaltskammer aufgenommen, woraufhin er in Washington als Jurist zu praktizieren begann.
Während des Bürgerkrieges trat Pease dem Unionsheer bei und stieg bis zum Captain auf. Nach Ende des Krieges wurde er im Staat Louisiana, der unter Militärkontrolle gestellt war, als Erziehungsbeauftragter (Superintendent of education) eingesetzt. Ab 1867 war er in ähnlicher Funktion im Staat Mississippi tätig, wobei die Erziehungsmaßnahmen hier zunächst nur den freigelassenen Sklaven galten; später übernahm er auch hier den Posten als State superintendent.
Nach dem Rücktritt von US-Senator Adelbert Ames wurde Henry Pease zu dessen Nachfolger ernannt. Er gehörte dem Kongress vom 3. Februar 1874 bis zum 3. März 1875 an; um die Wiederwahl bewarb er sich nicht. Stattdessen übernahm er im Jahr 1875 das Amt des Postmeisters in der Stadt Vicksburg und wurde im Zeitungsgeschäft als Herausgeber und Redakteur des Mississippi Educational Journal tätig.
Im Jahr 1881 zog Pease ins Dakota-Territorium und ließ sich in Watertown nieder. Dort arbeitete er für das Land Office, eine für öffentliche Flächen zuständige unabhängige Regierungsbehörde. Zwischen 1895 und 1896 gehörte er für eine Legislaturperiode dem Senat von South Dakota an.